# المناشلة
قرية المناشلة هي إحدى القرى التابعة لمركز شبراخيت في محافظة البحيرة في جمهورية مصر العربية. حسب إحصاءات سنة 2006، بلغ إجمالي السكان في المناشلة 2681 نسمة، منهم 1297 رجل و1384 امرأة.